# Mario Schneeberger
Mario Schneeberger (* 9. November 1935 in Basel) ist ein Schweizer Jazzmusiker (Altsaxophon) und Softwareentwickler.

## Leben und Wirken
Schneeberger nahm ab 1952 Klavierstunden, brach aber drei Jahre später die Ausbildung ab, um sich als Autodidakt dem Altsaxophon zu widmen. Von 1956 bis 1961 spielte er Bebop mit dem Birdlanders Sextett (u. a. mit Isla Eckinger). Zwischen 1961 und 1969 leitete er in Zürich ein eigenes Quartett, das zeitweise als Hausband im Jazzclub Africana fungierte. Zu Beginn der 1970er spielte er mit seinem Trio Free Jazz, um dann zum Postbop zu gelangen. Sein Quintett bestand bis 1994. Daneben hat er bei vielen Bigbands und Combos als Sideman gewirkt, so bei der Bruno Spoerri Big Band (1957–1960), dem Paul Thommen Quintett (1959), der Pepe Lienhard Big Band (1965–1966), der Renato Anselmi Big Band (1967–69), der Mani Planzer Big Band (1970–72), dem Vindonissa Jazz Orchestra (1979 bis 1988), dem Lighttown Orchestra (1979–1987), den Traditional Jazz Birds (1997–2005) und aktuell den Traditional Jazz Dogs. Seit 2009 ist er regelmässiger Gastsolist bei der Nerly Big Band in Erfurt. Unter eigenem Namen hat Schneeberger die LP Chasin’ the Bird (1981) mit seinem Quintett und einer Nummer mit Benny Bailey an der Trompete sowie 2008 die CD Tales of Day and Night seines mit Niggi und Dominik Schürmann geleiteten Quartetts veröffentlicht. Als Sideman hat er nicht nur mit Anselmi, Planzer und Spoerri, sondern auch mit Lea Bischof, den Basel Jazz All Stars, der Rex Rhythm Section und mit dem Darktown Strutters Swingtett aufgenommen.
Er beschäftigt sich auch mit Jazzgeschichte, hat Teile des Nachlasses von Hans Philippi aufgearbeitet und hielt Vorträge in den Jazzclubs von Basel und hält solche in Zürich, Lausanne und Neuchâtel.
Schneeberger ist Amateur-Musiker. Er studierte an der ETH Zürich Betriebsingenieur, um dann bis zur Pensionierung Ende 1999 in der EDV-Softwareentwicklung zu arbeiten.

## Preise und Auszeichnungen
Schneeberger wurde mehrfach ausgezeichnet: Als „absolut bester Solist“ am Zürcher Jazzfestival 1965, „bester Altsaxophonist“ am Zürcher Jazzfestival 1960, 1965, 1967 und 1968 sowie „bester Solist“ am internationalen Jazzfestival in Přerov 1972. 1990 wurde er mit seinem Quintett als offizieller Vertreter der Schweiz an das internationale Jazz-Festival von Houston (USA) delegiert.

## Lexigraphische Einträge
- Bruno Spoerri (Hrsg.): Biografisches Lexikon des Schweizer Jazz. CD-Beilage zu: Bruno Spoerri (Hrsg.): Jazz in der Schweiz. Geschichte und Geschichten. Chronos, Zürich 2005, ISBN 3-0340-0739-6.